# Morskoi (Krasnodar)
|  | Per a altres significats, vegeu «Morskoi». |

Morskoi - Морской (rus) és un possiólok del krai de Krasnodar, a Rússia. Es troba a les terres baixes del Kuban-Azov, a la península de Ieisk. És a 5 km a l'oest de Ieisk i a 192 km al nord-oest de Krasnodar.
Pertany al possiólok de Xirotxanka.